# Екстремен шампионат по кеч
 Тази статия е за федерацията, съществувала от 1992 г. до 2001 г..  За шоуто на WWE вижте WWE ECW.  
Екстремен шампионат по кеч (на английски: Extreme Championship Wrestling (ECW)) е професионална кеч федерация, създадена от Тод Гордън и Пол Хейман във Филаделфия, Пенсилвания през 1992 година. Макар и да фалира през 2001 г., Екстремната федерация е закупена от Винс Макмеън, собственик на Световната федерация по кеч (WWE). По-късно, през 2006 г. от нея е изграден и трети бранд (WWE ECW) към вече съществуващите Smackdown! и RAW.

## Титлли на Екстремния шампионат по кеч (ECW)
- ECW Световна титла в тежка категория (1992-2001, 2006-2010)
- ECW Световни отборни титли (1992-2001)
- ECW Световна телевизионна титла (1992-2001)
- ECW FTW Световна титла (1998-1999)
- ECW Мериландска титла (1993)
- ECW Пенсилванска титла (1993)